# Wakeman and Cousins Live 1988
Wakeman and Cousins Live 1988 is een muziekalbum dat tot stand komt door de samenwerking van Rick Wakeman en Dave Cousins. De heren kennen elkaar al uit de eind jaren zestig als Cousins al zijn band Strawbs heeft en Wakeman meespeelt als studiomuzikant. Wakeman treedt even toe tot de band, maar gaat in Yes spelen. Cousins is even boos, maar op latere albums van Strawbs duikt Wakeman weleens op, bijvoorbeeld bij Nomadness.
In 1988 organiseert Cousins een folkfestival en vraagt Wakeman om samen op te treden; ze geven samen een aantal concerten waarvan in 2005 pas de opnamen verschijnen als collector's item.

## Musici
- Dave Cousins - zang, gitaar
- Rick Wakeman - toetsen.

## Composities
1. Introductie
2. Grace Darling
3. Part of the Union
4. A glimpse of heaven
5. Song of a sad little girl
6. The hangman and the papist
7. From the witchwood
8. The shepherd's song
9. Ways and means
10. Martin Luther King's dream.

Tracks 3-9 werden opgenomen op 14 juli 1988 in Exeter; track 10 tijdens het Dranouter Festival op 6 augustus 1988.
Cousins vermeldt nog dat het instuderen van de composities werd geschat op één dag (op Man bij Wakeman thuis); maar het duurde maar één uur.